# Diptychus
Genre
Diptychus est un genre de poissons d'eau douce téléostéens de la famille des Cyprinidae (ordre des Cypriniformes).

## Liste des espèces
Selon FishBase (20 novembre 2016) :
- Diptychus maculatus Steindachner, 1866 - espèce type
- Diptychus sewerzowi Kessler, 1872

## Systématique
Le nom valide complet (avec auteur) de ce taxon est Diptychus Steindachner, 1866.
Diptychus a pour synonyme :
- Diptichus

## Étymologie
Le nom générique, Diptychus, dérive du grec ancien dýo, δύο, « deux », et πτυχός, ptychós, « couche ou pli », fait référence à la mâchoire inférieure de l'espèce type, Diptychus maculatus.